# Jesús María Pereda
Jesús María Pereda Ruiz de Temiño (Medina de Pomar, 1938. június 23. – Barcelona, 2011. szeptember 27.) Európa-bajnok spanyol válogatott labdarúgó, edző.
A spanyol válogatott tagjaként részt vett az 1964-es Európa-bajnokságon.

## Sikerei, díjai

### Játékosként
Real Madrid
- Spanyol bajnok (1): 1957–58
- Spanyol kupa (2): 1962–63, 1967–68

Spanyolország
- Európa-bajnok (1): 1964

Egyéni
- Az Európa-bajnokság társgólkirálya (1): 1964 (2 góllal)

### Edzőként
Spanyolország U20
- Ifjúsági-világbajnoki ezüstérmes (1): 1985